# Durrow Abbey
Durrow Abbey is een historische plaats in het Ierse graafschap Offaly.